# 苏钦达·甲巴允
蘇欽達·甲巴允將軍（又称素金达，RTGS：Suchinda Khraprayun，1933年8月6日—2025年6月10日）是泰國一名軍方將領，在1991年泰國軍事政變後，未經選舉而直接由軍方委任上台擔任總理，成為泰國史上第19位總理。後來首都曼谷因為他的合法性而發生針對軍方統治的動亂，他與示威者首領一同跪在泰王面前接受責備，並承諾平息動亂。新國會的選舉結束後他便下台，首相任期不足兩個月。他是一名泰国的华人后裔。